# Huỳnh Phú Sổ

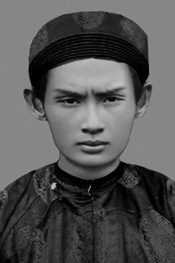
Huỳnh Phú Sổ (digital aufbereitetes Bild)

Huỳnh Phú Sổ (* 1920; † 1947; Titel: Đức Thầy [wörtlich ‚Virtuoser Meister‘]) war ein vietnamesischer Mystiker und Gründer der Sekte der Hoa Hao, die während des Indochinakriegs und des Vietnamkriegs sowohl als politische als auch militärische Organisation eine Rolle spielte. Er wurde 1947 bei einem Anschlag der Viet Minh getötet.

## Herkunft und Werdegang
Huynh Phu So stammte aus einer reichen Landbesitzerfamilie aus Cochinchina, heimisch im Dorf Hoa Hao nahe der Stadt Chau Doc. Er besuchte eine französisch-vietnamesische Grundschule. Im Jugendalter warf ihn eine schwere Erkrankung aus der Bahn. Infolgedessen lebte er bei einem buddhistischen Einsiedlermönch und erfuhr im Alter von zwanzig Jahren eine Spontanheilung. Huynh Phu So wurde vom Einsiedler in Akupunktur, Hypnose und traditionellen religiösen Praktiken unterrichtete.

## Religiöser Aktivismus
1939 erklärte er sich zur erleuchteten Person und wurde daraufhin von den französischen Kolonialbehörden in eine psychiatrische Klinik eingewiesen. Nach seiner Entlassung erlangte seine religiöse Lehre zahlreiche neue Anhänger in Südvietnam, insbesondere in den armen Bevölkerungsschichten des dicht besiedelten Mekongdeltas. Huynh Phu So predigte einen reformierten Buddhismus, der spartanische Lebensgewohnheiten, persönliche Erleuchtung und einfache Rituale ins Zentrum stellte. Dabei propagierte er eine Rückkehr zum Theravada-Buddhismus im Gegensatz zum damals in Vietnam vorherrschenden Mahayana-Buddhismus. Er reicherte seine Lehre auch mit animistischen Praktiken, Elementen des vietnamesischen Volksglaubens und des Konfuzianismus an.

## Politischer Aktivismus
Huynh Phu Sos Bewegung nahm immer mehr eine politische Orientierung gegen die französische Kolonialherrschaft an. Huynh Phu So wurde erneut inhaftiert und kam 1942 aufgrund japanischer Intervention aus französischer Haft frei. Huynh Phu So schlug sich infolgedessen mit seiner Sekte nach der japanischen Machtübernahme im Frühjahr 1945 auf die Seite derselbigen. Während der Augustrevolution kooperierte die Sekte mit den Viet Minh.
Im Juni 1946 gründete er in Cochinchina die Vietnamesische Nationalsozialistische Partei (Dang Dang Xa), bei der er selbst die Parteiführung übernahm. Der französische Geheimdienst Deuxième Bureau bemühte sich zunehmend um Kontakte mit Huynh Phu So mit dem Ziel, seine Bewegung gegen die Kommunisten zu mobilisieren.
Nach gewaltsamen Auseinandersetzungen zwischen den Viet Minh und der Hoa-Hao-Sekte wurde er im April 1947 durch die Viet Minh bei einem Anschlag getötet. Sein Nachfolger wurde Tran Van Soai, welcher als Anführer der Sekte diese in eine Allianz mit der Kolonialmacht führte.